# 도요새에 관한 명상 (드라마)
《도요새에 관한 명상》은 1981년 5월 9일에 방영된 TV문학관이다.

## 줄거리
천재소년이라는 칭찬을 들으며 부모와 친지의 기대를 한 몸에 받던 병국(서인석)은 서울의 명문대학에 진학했으나 반정부 시위에 참여했다는 이유로 대학에서 강제 제적당한 뒤 고향으로 돌아온다. 기대를 걸었던 아들의 제적 소식에 부모(오현경, 최선자)는 크게 낙심하지만, 병국은 크게 신경쓰지 않은 채 강 하구를 산책하면서 강에 오가던 철새를 눈여겨보는 일로 소일한다. 어느 날 병국은 강 하구에 갔다가 텐트를 치고 철새를 관찰하던 정배(강태기)를 만나는데...

## 출연
- 서인석
- 강태기
- 오현경
- 최선자
- 이신재
- 유가영
- 최명수
- 주현
- 남일우
- 장미자
- 이수연
- 신수강
- 송석호
- 임병기
- 박재주
- 이한수
- 서영진
- 최동균
- 김동수
- 박양례
- 박금옥